# Noah Alexandersson
Noah Alexandersson, född 30 september 2001, är en svensk fotbollsspelare som spelar för norska Moss FK.
Han är son till den före detta landslagsspelaren, Niclas Alexandersson. Han är även brorson till den före detta fotbollsspelaren, Daniel Alexandersson.

## Karriär
Den 24 augusti 2021 lånades Alexandersson ut av IFK Göteborg till Moss FK i den norska tredjeligan på ett låneavtal över resten av säsongen. I februari 2022 blev det en permanent övergång till Moss FK för Alexandersson som skrev på ett tvåårskontrakt. I december 2023 förlängde han sitt kontrakt med två år.